# Léon Larive
Pour les articles homonymes, voir Larive (homonymie).
Léon François Larive, né le 28 juin 1886 dans le 20e arrondissement de Paris, ville où il est mort le 20 juillet 1961 à l'hôpital Saint-Antoine dans le 12e arrondissement, est un acteur français.

## Biographie
Dans sa jeunesse il fait partie des troupes de F. Gremier et de Georges Pitoëff, ainsi que d'autres groupes d'avant-garde. Il commence le cinéma en 1927 avec un petit rôle dans le Napoléon d'Abel Gance. Son physique le limite aux seconds rôles, et il apparaît dans plus de 100 films, dont certains réalisés par Jean Renoir ou Marcel Carné.

## Filmographie

### Cinéma
- 1923 : Le Nègre du rapide 13 de J. Mandemant : Brulé
- 1927 : Napoléon d'Abel Gance
- 1927 : Minuit... place Pigalle de René Hervil
- 1928 : La Grande Passion d'André Hugon : Etchenoza
- 1928 : La Passion de Jeanne d'Arc de Carl Theodor Dreyer : un juge
- 1928 : La Merveilleuse Journée de René Barberis : le pharmacien Pinède
- 1929 : Les Deux Timides de René Clair
- 1931 : L'Aviateur de William Seiter
- 1931 : Le Masque de Hollywood de Clarence G. Badger et Jean Daumery : Sam Otis
- 1931 : Boule de gomme de Georges Lacombe (court métrage) : le metteur en scène
- 1931 : Une fameuse idée de René Barberis (moyen métrage)
- 1932 : Le Soir des rois de Jean Daumery
- 1932 : Le Martyre de l'obèse de Pierre Chenal
- 1932 : Kiki de Carl Lamac et Pierre Billon
- 1932 : Un client de province de Carlo Felice Tavano (court métrage) : M. Pantouille
- 1932 : Un beau mariage de Carlo Felice Tavano (court métrage)
- 1933 : Don Quichotte de Georg-Wilhelm Pabst
- 1933 : Casanova de René Barberis : M. de Boulogne
- 1933 : Zéro de conduite de Jean Vigo (moyen métrage) : un professeur
- 1933 : Le Grand Bluff de Maurice Champreux
- 1933 : Théodore et Cie de Pierre Colombier
- 1933 : Les Tutti-frutti de Jean Gourguet (court métrage)
- 1934 : Madame Bovary de Jean Renoir : le préfet
- 1934 : Les Nuits moscovites d'Alexis Granowsky : le commis de Brioukov
- 1934 : L'Or dans la rue de Kurt Bernhardt : le patron de l'auberge
- 1934 : Pour un piano de Pierre Chenal (court métrage)
- 1934 : Dactylo se marie de Joe May et René Pujol : le maître d'hôtel
- 1935 : Crime et Châtiment de Pierre Chenal : Koch
- 1935 : La Mascotte de Léon Mathot
- 1935 : La Rosière des halles de Jean de Limur
- 1935 : Cinquième au d'ssus de Jacques Daroy (court métrage)
- 1935 : Le Rapide 713 de Georges Freedland (court métrage)
- 1936 : Les Bas-fonds de Jean Renoir : Félix, le majordome
- 1936 : La vie est à nous de Jean Renoir : un client à la vente aux enchères
- 1936 : Bach détective de René Pujol : l'aubergiste
- 1936 : Tarass Boulba d'Alexis Granowsky : un cosaque
- 1936 : Salonique, nid d'espions (ou Mademoiselle docteur) de Georg-Wilhelm Pabst : le gros acheteur
- 1936 : Jeunes Filles de Paris de Claude Vermorel
- 1937 : Vous n'avez rien à déclarer ? de Léo Joannon
- 1937 : Yoshiwara de Max Ophüls : un marin
- 1937 : La Tragédie impériale de Marcel L'Herbier : le pope
- 1937 : Claudine à l'école de Serge de Poligny : Rabastens
- 1937 : La Marseillaise de Jean Renoir : Picard, le valet du roi
- 1937 : Nuits de prince de Vladimir Strijewski
- 1937 : Rendez-vous Champs-Élysées de Jacques Houssin
- 1938 : La Bête humaine de Jean Renoir : le valet de chambre
- 1938 : Le Train pour Venise d'André Berthomieu : un quémendeur
- 1938 : Le Roman de Werther de Max Ophüls
- 1938 : Carrefour de Kurt Bernhardt
- 1938 : Ça, c'est du sport de René Pujol
- 1938 : Monsieur Coccinelle de Dominique Bernard-Deschamps
- 1939 : Le Bois sacré de Léon Mathot et Robert Bibal
- 1939 : Le Château des quatre obèses d'Yvan Noé : Marcel
- 1939 : L'Esclave blanche de Marc Sorkin : un fonctionnaire
- 1939 : L'Or du Cristobal de Jean Stelli : le cuistot
- 1939 : Cavalcade d'amour de Raymond Bernard : le cuisinier
- 1939 : Les Otages de Raymond Bernard : le cafetier
- 1939 : La Règle du jeu de Jean Renoir : le cuisinier
- 1940 : Ceux du ciel d'Yvan Noé
- 1941 : Ici l'on pêche de René Jayet
- 1941 : Opéra-Musette de René Lefèvre et Claude Renoir : Marsenac
- 1941 : Romance de Paris de Jean Boyer : le patron du "Balajo"
- 1941 : Le Roman de Renard de Ladislas Starevitch (film d'animation, uniquement la voix de l'ours)
- 1942 : L'assassin habite au 21 d'Henri-Georges Clouzot : le patron du bistrot
- 1942 : Fou d'amour de Paul Mesnier : le gros client
- 1942 : L'Honorable Catherine de Marcel L'Herbier : le commissaire
- 1942 : La Vie de bohème de Marcel L'Herbier
- 1942 : Pontcarral, colonel d'Empire de Jean Delannoy : le notaire
- 1942 : Le Voyageur de la Toussaint de Louis Daquin : le patron du restaurant
- 1943 : La Grande Marnière de Jean de Marguenat : le greffier
- 1943 : Voyage sans espoir de Christian-Jaque : un membre d'équipage
- 1944 : Le Voyageur sans bagage de Jean Anouilh : le chauffeur
- 1944 : Le Bossu de Jean Delannoy
- 1944 : Le Merle blanc de Jacques Houssin
- 1944 : Sortilèges de Christian-Jaque
- 1945 : Les Enfants du paradis de Marcel Carné : le concierge des "Funambules"
- 1945 : François Villon d'André Zwobada : Targis
- 1945 : Les J3  de Roger Richebé
- 1945 : Master Love de Robert Péguy
- 1945 : Messieurs Ludovic de Jean-Paul Le Chanois : le gros malade
- 1945 : Patrie de Louis Daquin
- 1945 : Suite française de René Zuber (court métrage)
- 1946 : Destins de Richard Pottier
- 1946 : Le Diable au corps de Claude Autant-Lara
- 1946 : La Revanche de Roger la Honte d'André Cayatte
- 1946 : La Taverne du poisson couronné de René Chanas : l'armateur
- 1947 : La Carcasse et le tord-cou de René Chanas
- 1947 : Clochemerle de Pierre Chenal : le colonel
- 1948 : L'assassin est à l'écoute de Raoul André
- 1948 : Le Cœur sur la main d'André Berthomieu : le directeur du cirque "Rémi"
- 1948 : Docteur Laennec de Maurice Cloche : un médecin
- 1948 : Le Mystère Barton de Charles Spaak
- 1948 : Retour à la vie de Jean Dréville, dans le sketch Le retour de Louis : Jules, le garde
- 1948 : Le Secret de Mayerling de Jean Delannoy
- 1949 : La Belle que voilà de Jean-Paul Le Chanois : un gardien
- 1949 : Miquette et sa mère d'Henri-Georges Clouzot : le Suisse
- 1949 : Le Point du jour de Louis Daquin : Vetusto[5]
- 1949 : Rendez-vous de juillet de Jacques Becker
- 1949 : Vient de paraître de Jacques Houssin : l'éditeur
- 1949 : Le Dernier Quart d'heure - court métrage - de René Jayet
- 1950 : Une nuit de noces de René Jayet : le directeur de l'hôtel
- 1950 : Le Roi des camelots d'André Berthomieu : Molo
- 1950 : Sans laisser d'adresse de Jean-Paul Le Chanois : un client du taxi
- 1951 : Identité judiciaire d'Hervé Bromberger : un client
- 1951 : Le Chéri de sa concierge de René Jayet
- 1951 : Les Deux Monsieur de Madame de Robert Bibal : le gros industriel
- 1951 : Jamais deux sans trois d'André Berthomieu : l'invité
- 1951 : Le Voyage en Amérique d'Henri Lavorel : le caissier
- 1952 : Des quintuplés au pensionnat de René Jayet : Paillard
- 1952 : Les Belles de nuit de René Clair : un révolutionnaire
- 1952 : Nous sommes tous des assassins d'André Cayatte : un locataire
- 1953 : Quand tu liras cette lettre de Jean-Pierre Melville : le greffier
- 1953 : Virgile de Carlo Rim
- 1955 : Frou-Frou d'Augusto Genina : le directeur du théâtre
- 1956 : Je reviendrai à Kandara de Victor Vicas : l'employé de la consigne
- 1956 : Mitsou de Jacqueline Audry
- 1956 : Les Truands de Carlo Rim
- 1956 : Mon curé chez les pauvres d'Henri Diamant-Berger
- 1956 : Elena et les Hommes de Jean Renoir : le domestique d'Henri
- 1961 : Arrêtez les tambours de Georges Lautner : un villageois

### Télévision
- 1956 : Eugénie Grandet de Maurice Cazeneuve
- 1956 : En votre âme et conscience, épisode L'Affaire Hugues de Jean Prat

## Théâtre
- 1921 : Le Chemin de Damas de Pierre Wolff, Théâtre du Vaudeville
- 1925 : La Cavalière Elsa de Paul Demasy d'après Pierre Mac Orlan, mise en scène Gaston Baty, Studio des Champs-Elysées
- 1925 : Le Lâche d'Henri-René Lenormand, mise en scène Georges Pitoëff, Théâtre des Arts
- 1926 : Comme ci (ou comme ça) de Luigi Pirandello, mise en scène Georges Pitoëff, Théâtre des Arts
- 1926 : Jean Le Maufranc de Jules Romains, mise en scène Georges Pitoëff, Théâtre des Arts
- 1926 : Orphée de Jean Cocteau mise en scène Jean Hugo, Théâtre des Arts
- 1928 : La Célèbre Histoire de Saint-Georges de Bouhélier, mise en scène Georges Pitoëff, Théâtre des Mathurins
- 1928 : César et Cléopâtre de George Bernard Shaw, mise en scène Georges Pitoëff, Théâtre des Arts
- 1932 : La Louise de Jean-Jacques Bernard, mise en scène Georges Pitoëff, Théâtre de l'Avenue
- 1934 : Le Chef de Drieu La Rochelle, mise en scène Georges Pitoëff, Théâtre des Mathurins
- 1934 : Sainte Jeanne de George Bernard Shaw, mise en scène Georges Pitoëff, Théâtre des Mathurins
- 1937 : Six personnages en quête d'auteur de Luigi Pirandello, mise en scène Georges Pitoëff, Théâtre des Mathurins
- 1937 : Amal et la lettre du roi de Rabindranath Tagore, mise en scène Georges Pitoëff, Théâtre des Mathurins
- 1937 : Le Voyageur sans bagage de Jean Anouilh, mise en scène Georges Pitoëff, Théâtre des Mathurins
- 1937 : Lapointe et Ropiteau de Georges Duhamel, mise en scène Georges Pitoëff, Théâtre des Mathurins
- 1937 : La Tragédie de Roméo et Juliette de William Shakespeare, mise en scène Georges Pitoëff, Théâtre des Mathurins
- 1937 : Eve de Jean Yole, mise en scène Georges Pitoëff, Théâtre des Mathurins
- 1940 : Léocadia de Jean Anouilh, Théâtre de la Michodière
- 1952 : Jésus la Caille, adapté du roman Jésus-la-Caille de Francis Carco, mise en scène Pierre Valde, Théâtre des Célestins, Théâtre Gramont, Théâtre Antoine
- 1953 : Les Sargasses de et mise en scène Mouloudji, Théâtre de l'Œuvre
- 1955 : Les Trois Sœurs d'Anton Tchekhov, mise en scène Sacha Pitoëff, Théâtre de l'Œuvre
- 1956 : L'Œuf de Félicien Marceau, mise en scène André Barsacq, Théâtre de l'Atelier
- 1959 : L'Œuf de Félicien Marceau, mise en scène André Barsacq, Théâtre des Célestins
- 1960 : Les Trois Sœurs d'Anton Tchekhov, mise en scène Sacha Pitoëff,  Théâtre de l'Alliance française